# Kai (Chongqing)

Lage des Kreises Kai in Chongqing

Kai (chinesisch 开县) ist ein südwestchinesischer Kreis der regierungsunmittelbaren Stadt Chongqing.
Der Kreis Kai liegt im Nordosten des Verwaltungsgebiets von Chongqing. Er hat eine Fläche von 3.959 km². Bei Volkszählungen in den Jahren 2000 und 2010 wurden in Kai 1.408.116 bzw. 1.160.336 Einwohner gezählt. Damit hat er eine Bevölkerungsdichte von 293,1 Einwohner je km².

## Administrative Gliederung
Auf Gemeindeebene setzt sich Kai aus vier Straßenvierteln, 21 Großgemeinden und 13 Gemeinden zusammen. Diese sind:
- Straßenviertel Hanfeng (汉丰街道), Zentrum, Sitz der Kreisregierung;
- Straßenviertel Fengle (丰乐街道);
- Straßenviertel Zhendong (镇东街道);
- Straßenviertel Baihe (白鹤街道);
- Großgemeinde Dajin (大进镇);
- Großgemeinde Changsha (长沙镇);
- Großgemeinde Guojia (郭家镇);
- Großgemeinde Linjiang (临江镇);
- Großgemeinde Zhaojia (赵家镇);
- Großgemeinde Wenquan (温泉镇);
- Großgemeinde Tieqiao (铁桥镇);
- Großgemeinde Zhonghe (中和镇);
- Großgemeinde Yuexi (岳溪镇);
- Großgemeinde Nanmen (南门镇);
- Großgemeinde Nanya (南雅镇);
- Großgemeinde Heyan (河堰镇);
- Großgemeinde Heqian (和谦镇);
- Großgemeinde Jiulongshan (九龙山镇);
- Großgemeinde Zhen’an (镇安镇);
- Großgemeinde Zhuxi (竹溪镇);
- Großgemeinde Qukou (渠口镇);
- Großgemeinde Houba (厚坝镇);
- Großgemeinde Gaoqiao (高桥镇);
- Großgemeinde Dunhao (敦好镇);
- Großgemeinde Yihe (义和镇);
- Gemeinde Baiquan (白泉乡);
- Gemeinde Guanmian (关面乡);
- Gemeinde Manyue (满月乡);
- Gemeinde Tanjia (谭家乡);
- Gemeinde Wutong (五通乡);
- Gemeinde Wushan (巫山乡);
- Gemeinde Baiqiao (白桥乡);
- Gemeinde Maliu (麻柳乡);
- Gemeinde Zishui (紫水乡);
- Gemeinde Dade (大德乡);
- Gemeinde Tianhe (天和乡);
- Gemeinde Sanhuikou (三汇口乡);
- Gemeinde Jinfeng (金峰乡).